# Olof Sager-Nelson
Johan Olof Gudmund Sager-Nelson, född 13 september 1868 i By socken, Värmland, död i tuberkulos i Biskra 11 april 1896 var en svensk konstnär (målare). Föräldrar var Anders Malkom Nelson och Emma Mathilda Sager.

## Biografi
Sager-Nelsons mor avled när han var fyra år gammal och fadern emigrerade till USA efter att ha åtalats och dömts för förskingring. Sager-Nelson växte därefter upp hos sin farmor och faster i Åmål. Efter ett misslyckat försök att läsa till ingenjör vid Chalmers tekniska institut i Göteborg valde han 1887 att utbilda sig till konstnär. 1888–1890 studerade han vid Valands konstskola för Bruno Liljefors. Genom goda rekommendationer från Carl Larsson kom Sager-Nelson i kontakt med Göteborgsmecenaten Pontus Fürstenberg och fick av honom ekonomisk hjälp.
I september 1893 kom Sager-Nelson till Paris med hjälp av bidrag från Fürstenberg. I Paris fann han inspiration hos samtida konstnärer som Édouard Manet, James McNeill Whistler och Paul Gauguin. Han kom även att inspireras av syntetismen, som innebar att förenkla ett konstverks uppställning till ytmässiga färgfält för att skapa bättre syntes i färg och form. Under sin vistelse i Paris lärde Sager-Nelson känna en grupp finska symbolistmålare, däribland Werner von Hausen som blev en nära vän.
År 1894 blev Sager-Nelsons mest produktiva år och han målade då de verk han blivit mest känd för, som exempelvis Fiolspelaren, Fosterbröderna och Discipeln. Sager-Nelsons främsta kännetecken är de gröngula ansiktstoner han mer eller mindre genomgående använder i sina porträtt. Olof Sager-Nelson finns representerad vid Nationalmuseum i Stockholm, Norrköpings konstmuseum och Göteborgs konstmuseum.
Sager-Nelson figurerar eventuellt i Emil Kléens självbiografiska roman Venus anadyomene (2008) under namnet "Richard Walter".

## Galleri

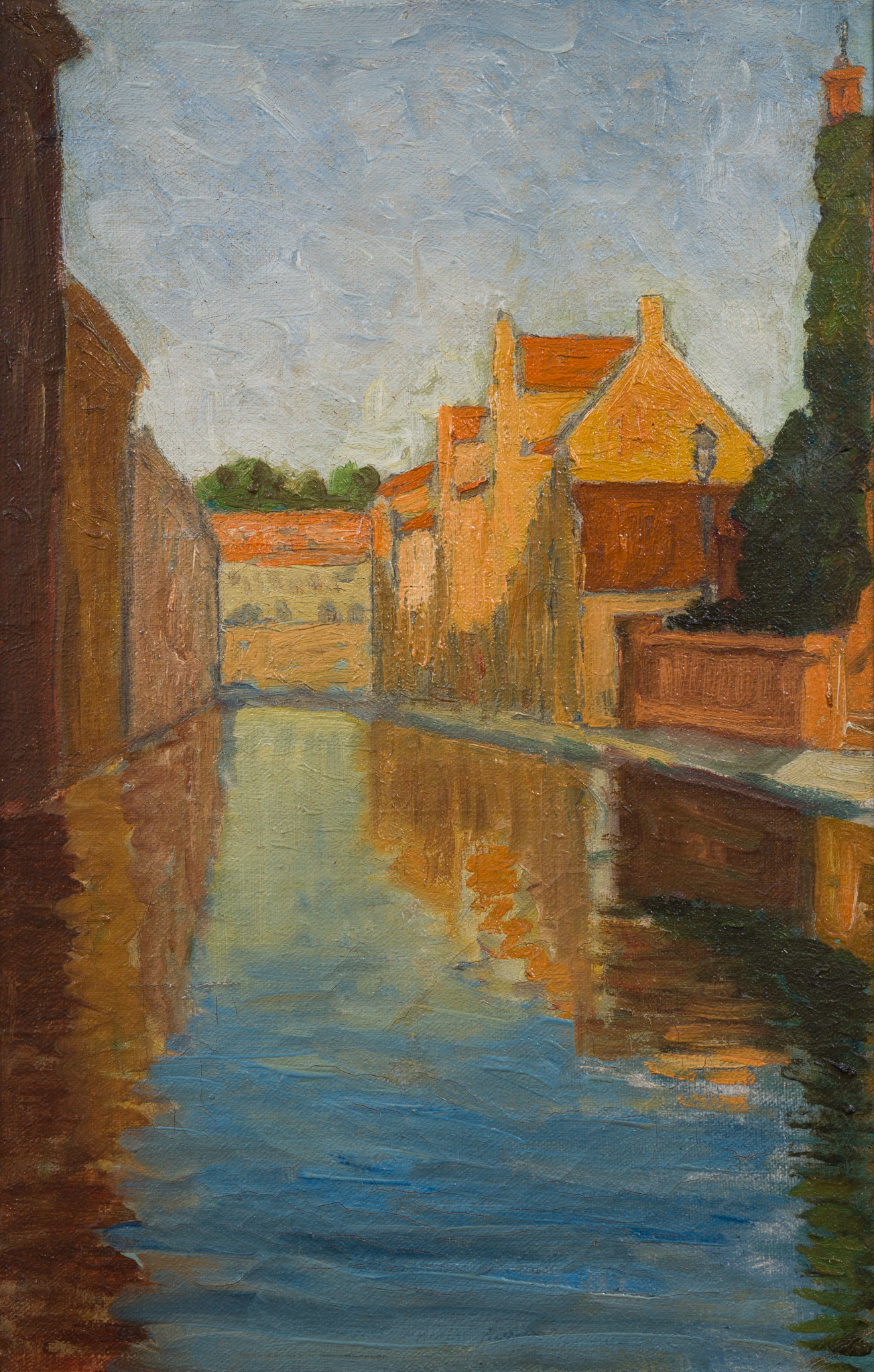
Brügge, 1894
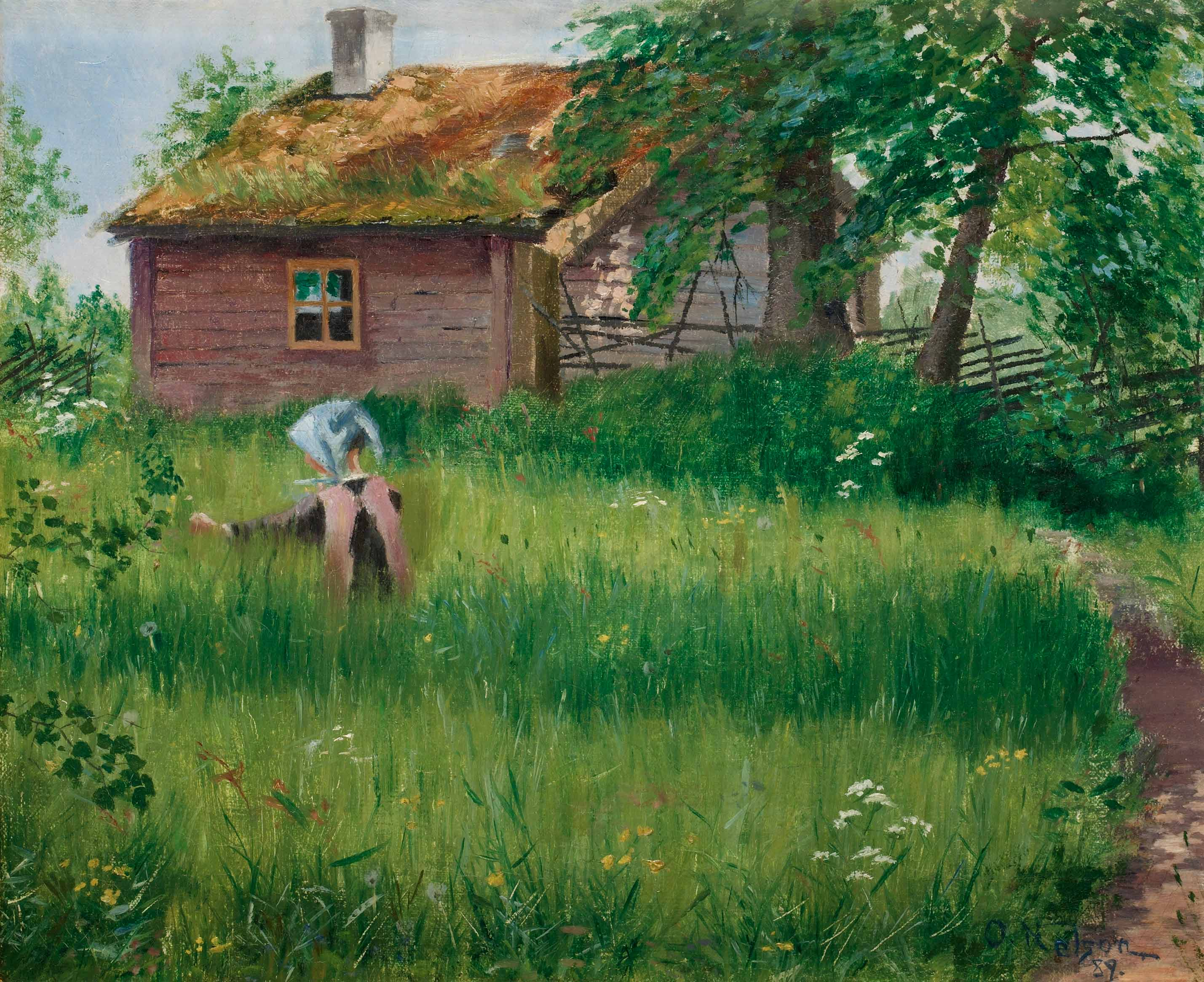
Flicka på blomsteräng (1889)
Fosterbröderna (1894)
Porträtt av Mme Huot (1894)
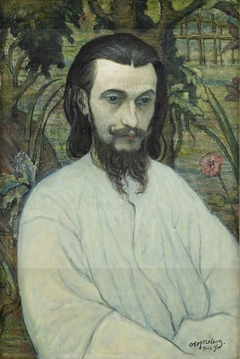
Porträtt av den franske skulptören Pierre Félix Masseau (1895)
Flickhuvud I (okänt datum)
Flickhuvud II (okänt datum)